# Apolinary Ankerstein
Apolinary Ankerstein – oficer ludowego Wojska Polskiego.

## Życiorys
Pochodził z warszawskiej rodziny robotniczej.
Uczestniczył w zwalczaniu zgrupowań NSZ i UPA za ziemi rzeszowskiej. Dowodząc w stopniu chorążego 5 Samodzielnym Batalionem Operacyjnym z Grupy Operacyjnej „Kolbuszowa” 25 listopada 1946 dokonał rozbicia grupy partyzantów Tadeusza Jaworskiego ps. „Zerwikaptur” oraz podkomendnych Wojciecha Lisa, którzy tego dnia przejęli cywilny autobus w Komorowie i po zostawieniu pasażerów skierowany z kierowcą i konduktorem udali się do Toporowa zatrzymując się w Ostrowach Tuszowskich. Za likwidację oddziału „Jaworskiego” został odznaczony Krzyżem Srebrnym Orderu Virtuti Militari i jako podporucznik KBW udekorowany tym odznaczeniem w lipcu 1947 w Rzeszowie.